# Лок (Љевице)
Лок (слч. Lok) насељено је мјесто са административним статусом сеоске општине (слч. obec) у округу Љевице, у Њитранском крају, Словачка Република.

## Становништво
| Година:    | 1994. | 2004.   | 2014.   | 2024.    |
| ---------- | ----- | ------- | ------- | -------- |
| Број људи: | 1014  | 980     | 958     | 1072     |
| Разлика:   |       | -3,35 % | -2,24 % | +11,89 % |

| Година:    | 2023. | 2024.   |
| ---------- | ----- | ------- |
| Број људи: | 1082  | 1072    |
| Разлика:   |       | -0,92 % |

Према подацима о броју становника из 2011. године насеље је имало 1.012 становника.